# Psilomerus suturalis
Psilomerus suturalis är en skalbaggsart som beskrevs av J. Linsley Gressitt och Yves Rondon 1970. Psilomerus suturalis ingår i släktet Psilomerus och familjen långhorningar.
Artens utbredningsområde är Laos. Inga underarter finns listade i Catalogue of Life.